# Alexandre Postel
Pour les articles homonymes, voir Postel.
Œuvres principales
Un homme effacé
Alexandre Postel, né le 29 avril 1982 à Colombes, est un écrivain français.

## Biographie

### Enfance et formation
Alexandre Postel naît à Colombes, en région parisienne, en 1982. Son père est français et sa mère anglaise.
Il est diplômé de l'École normale supérieure de Lyon.

### Carrière

#### Carrière universitaire
Alexandre Postel est professeur de lettres en classe préparatoire à Paris. Il exerce également à la Sorbonne.

#### Carrière littéraire
Il reçoit en 2013 le prix Landerneau de la découverte ainsi que le prix Goncourt du premier roman pour Un homme effacé, paru aux éditions Gallimard. Le récit raconte l'histoire d’un professeur de philosophie se retrouvant accusé de pédophilie. Le roman reçoit également le prix Québec-France en 2015.
En 2015 paraît son deuxième roman, L'Ascendant, dont le récit évoque la mort du père du narrateur et ses comportements déviants auxquels le premier finit par s'associer,. En 2023, Le Successeur, le thriller du réalisateur Xavier Legrand, s'inspire du roman d'Alexandre Postel. L'auteur remporte le prix du deuxième roman.
En 2016 est publié Les Deux Pigeons, racontant l'histoire d'un couple de jeunes adultes qui tente de donner un sens à sa vie,.
En 2020, Alexandre Postel participe à la collection Tracts des éditions Gallimard qui donne la parole aux écrivains pendant le confinement. La même année paraît son quatrième roman, Un automne de Flaubert. « Alexandre Postel produit une réussite stylistique achevée en imaginant avec une délectation documentée un à-côté breton de la vie de Gustave Flaubert », écrit le journal La Croix. L'auteur invente en effet la vie de Gustave Flaubert, âgé de 53 ans, en proie aux soucis financiers et à l'absence d'inspiration. Ce roman remporte le Prix Cazes 2020.

## Œuvre
- 2013 : Un homme effacé, éditions Gallimard, coll. « Blanche »  (ISBN 978-2-070-45955-1) – prix Goncourt du premier roman, prix Québec-France, prix Landerneau de la découverte
- 2015 : L'Ascendant, éd. Gallimard, coll. « Blanche »  (ISBN 978-2-070-79350-1) – prix du deuxième roman
- 2016 : Les Deux Pigeons, éd. Gallimard, coll. « Blanche »  (ISBN 978-2-070-17968-8)
- 2020 : Un texte nécessaire, éd. Gallimard, coll. « Tracts »
- 2020 : Un automne de Flaubert, éd. Gallimard, coll. « Blanche », 136 pages  (ISBN 978-2-072-85020-2) – prix Cazes